# Lijst van oorlogsmonumenten in Voorst
De Nederlandse gemeente Voorst heeft 6 oorlogsmonumenten. Hieronder een overzicht.
| Nr.  | Object                      | Herdachte groep        | Ontwerper                                                              | Onthulling       | Type         | Locatie                         | Plaats | Coördinaten                  | Foto                        |
| ---- | --------------------------- | ---------------------- | ---------------------------------------------------------------------- | ---------------- | ------------ | ------------------------------- | ------ | ---------------------------- | --------------------------- |
| 2589 | Herdenkingsraam             | verzet Nederland       | Dhr. Bokhorst (raam), Firma Ordelman en Budde te Deventer (omlijsting) | 5 juni 1948      | glas-in-lood | De Zanden 15, 7395 PA           | Teuge  | 52° 14' 23" NB, 6° 2' 46" OL | Herdenkingsraam             |
| 2601 | Monument aan De Zanden      | overig                 |                                                                        | 7 september 1985 | zuil         | De Zanden 15-17, 7395 PA        | Teuge  | 52° 14' 23" NB, 6° 2' 46" OL | Monument aan De Zanden      |
| 2723 | Oorlogsmonument             | allen                  |                                                                        |                  | gedenksteen  | Burgemeester van der Feltzweg 1 | Twello | 52° 14' 13" NB, 6° 6' 12" OL | Oorlogsmonument             |
| 3081 | Oorlogsmonument             | geallieerde militairen |                                                                        | 5 mei 2006       | gedenkmuur   | De Zanden 15, 7395 PA           | Teuge  | 52° 14' 41" NB, 6° 3' 2" OL  | Oorlogsmonument             |
| 3126 | Oorlogsmonument             | geallieerde militairen |                                                                        |                  | gedenksteen  | Marsstraat                      | Wilp   | 52° 12' 0" NB, 6° 9' 27" OL  | Oorlogsmonument             |
| 3127 | Plaquette op de Wilpse kerk | geallieerde militairen |                                                                        |                  | plaquette    | Kerkstraat 35, 7384 AS          | Wilp   | 52° 13' 10" NB, 6° 9' 11" OL | Plaquette op de Wilpse kerk |

Aalten ·
Apeldoorn ·
Arnhem ·
Barneveld ·
Berg en Dal ·
Berkelland ·
Beuningen ·
Bronckhorst ·
Brummen ·
Buren ·
Culemborg ·
Doesburg ·
Doetinchem ·
Druten ·
Duiven ·
Ede ·
Elburg ·
Epe ·
Ermelo ·
Harderwijk ·
Hattem ·
Heerde ·
Heumen ·
Lingewaard ·
Lochem ·
Maasdriel ·
Montferland ·
Neder-Betuwe ·
Nijkerk ·
Nijmegen ·
Nunspeet ·
Oldebroek ·
Oost Gelre ·
Oude IJsselstreek ·
Overbetuwe ·
Putten ·
Renkum ·
Rheden ·
Rozendaal ·
Scherpenzeel ·
Tiel ·
Voorst ·
Wageningen ·
West Betuwe ·
West Maas en Waal ·
Westervoort ·
Wijchen ·
Winterswijk ·
Zaltbommel ·
Zevenaar ·
Zutphen